# Лисовчики
Лисо́вчики — название формирований польско-литовской иррегулярной лёгкой кавалерии, действовавшей в пределах Речи Посполитой и Венгрии, а также в Смутное время — на территории России, под командованием А. Ю. Лисовского в 1608—1616 годах.
В отличие от других подразделений (хоругвей) польской и литовской конницы, лисовчики были нерегулярными формированиями, формально не получали жалования. Формировались они в основном из добровольцев мелкой шляхты и горожан. В составе лисовчиков воевало и немало казаков, как русских (донских и дедиловских), так и украинских (северских и «черкас»). Относились к лёгкой кавалерии казацко-татарского типа (сабля, сагайдак, пистолеты, минимум доспехов). Они кормились только за счёт трофеев и награбленной добычи. Во время боевых действий они рассчитывали на свою скорость и в сражениях не сооружали град-обозов (таборов). Лисовчики получили печальную известность благодаря многочисленным грабежам, насилиям и убийствам, жертвами которых становилось мирное население. Не брезговали они грабить и земли своей родины (это было одной из причин, почему король Сигизмунд III Ваза желал удалить их из Речи Посполитой настолько надолго, насколько это возможно). В то же время противники уважали лисовчиков за высокие боевые качества. В их честь была названа моторная лодка Пинской флотилии.

## История

### Конфедерация
Своё происхождение лисовчики ведут от конфедерации, организованной Александром Юзефом Лисовским в 1604 году. Эта конфедерация была одной из первых солдатских конфедераций, организованных литовскими шляхтичами во время Польско-шведской войны 1601—1605. Подобные конфедерации состояли из польских шляхтичей, недовольных задержкой и невыплатой причитавшегося им жалования. Конфедерации, выбиравшие своих собственных командиров, нападали на небольшие города и сёла, выколачивая из крестьян и горожан деньги, которые должно было уплатить им правительство в качестве жалования. Одним из первых командиров такой конфедерации, созданной осенью 1604 года, был Александр Лисовский. За преступления против населения Великого княжества Литовского и Инфлянтов А. Ю. Лисовский был лишен шляхетства и объявлен вне закона. Уйти от расправы стало возможным благодаря опеке со стороны Януша Радзивила. В 1606 году Лисовский со своими сторонниками принял участие в рокоше Зебжидовского — восстании части польской и литовской шляхты против абсолютистских замашек короля Сигизмунда III Вазы. Рота Лисовского приняла участие в Битве под Гузовом 6 августа 1607 года на стороне рокошан Януша Радзивилла, а затем некоторое время грабила население восточной части Великого княжества Литовского.

### «Воровской» пан
После разгрома повстанцев под Гузовом удача отвернулась от лисовчиков. Лисовский, как и многие другие шляхтичи, уволенные со службы после войны со Швецией, скомпрометированные участием в бандитизме, в 1608 г. отправился в Россию, где в это время в самом разгаре шла гражданская война.
Поступившие на службу к самозванцу Лжедмитрию II поляки вынуждены были мириться с тем фактом, что «царевич» не располагал средствами для выплаты жалования польским добровольцам, в связи с чем поляки организовали так называемую московскую конфедерацию, заключив в августе 1608 года соглашение с Лжедмитрием II. Согласно этому соглашению, поляки обязались служить без платы в качестве добровольцев, а после утверждения «Дмитрия» на престоле последний должен был выплатить им 100 000 дукатов или позволить собирать в свою пользу налоги в Северской и Рязанской землях. Одним из главарей московской конфедерации был Александр Лисовский. Отряды Лисовского приняли активное участие в борьбе Лжедмитрия II за московский престол. Так, в 1608 году лисовчики разгромили правительственные войска Захара Ляпунова и Ивана Хованского под Зарайском, после чего захватили Михайлов и Коломну. Вскоре Лисовский потерпел жестокое поражение, потеряв большую часть добычи, однако сумел реорганизовать свою армию и объединил свои силы с войсками усвятского старосты Яна Петра Сапеги. Однако объединённые силы Лисовского и Сапеги потерпели поражение под стенами Троице-Сергиевой Лавры, которую безуспешно осаждали в течение шестнадцати месяцев.
Вскоре, однако, Лисовский одержал победы под Костромой и Солигаличем в 1608—1609, а затем захватил Псков в 1610 году. В это же время интересы Лисовского столкнулись с интересами шведских интервентов.

### Битва за Смоленск
Позднее, после вступления в войну короля Сигизмунда III, часть конфедератов угрожала войной королевским войскам, захватившим территории, которые они должны были получить от царя в качестве платы за свою службу. В то же время, часть конфедератов перешла на службу к королю. В их числе был и Александр Лисовский. Лисовчики показали себя незаменимыми в обороне Смоленска в 1612 году, когда большая часть регулярной польской армии взбунтовалась, присоединившись к так называемой Рогатинской конфедерации. В течение последующих трёх лет лисовчики играли важную роль в обороне польских границ против наступления русских войск.

### Рейд Лисовского (1615)
В 1615 году Лисовский со своими отрядами (1200 человек) вторгся в Русское царство. 3 марта он осадил Брянск (подле которого находился до начала июня). Затем, узнав о приближении московского войска (7 тыс. человек), лисовчики сыграли на опережение и разбили его 9 июня под Карачевым. 23 августа 1615 года Лисовский блокировал войска князя Дмитрия Пожарского и внезапно атаковал Орёл. Вскоре лисовчики сожгли Белёв и Лихвин (1 сентября), захватили Перемышль (Калужская область) (2 сентября), затем, повернув на север, разгромили русские войска под Ржевом (ноябрь), затем сожгли Торжок, достигли Углича и намеревались атаковать Кострому, однако сил у него было явно недостаточно для штурма этого города. Далее в декабре 1615 года лисовчики достигли Мурома и, избегая столкновений с царской ратью, вышли 19 декабря к Лихвину. В начале 1616 года лисовчики вернулись на Смоленщину, которую в то время контролировали поляки. Вплоть до осени 1616 года лисовчики располагались на польско-русской границе. 11 октября 1616 года Александр Юзеф Лисовский скончался.

### После Лисовского
Следующим командиром лисовчиков стал Станислав Чаплинский. В 1616 году лисовчики захватили Курск и разбили русские войска под Болховом. В 1617 году они сняли русскую осаду Смоленска: русские отступили к Белой сразу же, как только узнали, что лисовчики под командованием Станислава Чаплинского расположились неподалёку. Лисовчики прошли рейдом вокруг Москвы через западные, северные и восточные районы: царские войска были не в состоянии им помешать. После смерти Чаплинского в Калуге (после неудачного падения с лошади) новым командиром лисовчиков стал Валентин Роговский (пол. Walenty Rogowski). Под его командованием лисовчики примкнули к войскам королевича Владислава в походе на Москву в 1618 году.

### В Тридцатилетней войне
В 1619 году лисовчики, располагавшиеся в Ковно, были посланы королём на войну с протестантами в рамках масштабного европейского конфликта, получившего позже название Тридцатилетняя война. Под командованием Валентина Роговского они нанесли ряд чувствительных поражений протестантам в Трансильвании, принявшись затем за своё обычное дело — грабежи и убийства. Хроники отмечают, что лисовчики не «жалели даже детей и собак». Затем лисовчики раскололись: часть их под командованием Роговского решила вернуться в Польшу, остальные под командованием Яроша Клецковского (пол. Jarosz Hieronim Kleczkowski; из рода Клечковских) осталась на службе императора Священной Римской империи. После гибели Клецковского новым командиром лисовчиков стал Станислав Русиновский (пол. Stanisław Rusinowski). Под его командованием лисовчики сражались в битве у Белой Горы 8 ноября 1620 года, в которой захватили 20 знамён. 7 мая 1621 император, уступая многочисленным жалобам населения на бесчинства лисовчиков, заплатил им жалование и освободил их от службы. Некоторые лисовчики вернулись в Польшу, остальные поступили на службу к баварскому курфюрсту Максимиллиану I.

## В войнах с Османской империей
Лисовчики принимали участие в войнах Речи Посполитой с Османской империей, в частности, в Цецорском и Хотинском сражениях, а также в войнах молдавских магнатов.
В 1636 году лисовчики были расформированы специальным указом сейма.

## Организация
Высшим органом управления лисовчиков был «генеральный круг», или собрание всех участников этого боевого подразделения. Именно генеральный круг выбирал командующего (полковника), его поручика, или заместителя, обозного, судей, ротмистров, поручиков и знаменосцев. Круг принимал также законы, каравшие штрафами нарушителей внутренней жизни конфедерации. Подобно солдатам регулярных войск, каждый лисовчик (товарищ) имел 3—5 боевых помощников и до 10 слуг (цюры или чуры). Товарищи и их помощники объединялись в «барские» хоругви. Слуги были объединены в отдельные хоругви, имевшие свои собственные знамёна. Ротмистр командовал двумя подразделениями — господским и чуровским. Полковник командовал четырьмя хоругвями — двумя отборными господскими и двумя чуровскими. Вся совокупность конфедератов объединялась в «полк», численность которого составляла в разное время от 2000 до 10 000 сабель.
Товарищи были в основном представлены мелкой шляхтой, однако было среди них немало выслужившихся простолюдинов. Прислужниками были ремесленники и крестьяне, а зачастую преступники и бродяги, в том числе цыгане. Главной силой лисовчиков были господские хоругви, в то время как вспомогательные чурские подразделения охраняли территорию и производили разведку. Они же главным образом и совершали многочисленные грабежи местного населения.

## Тактика и стратегия
Лисовчики при передвижении не использовали ни повозок, ни лагерей. Во время марша они имели только вьючных лошадей. Благодаря этому они добивались высокой скорости передвижения своих отрядов. Чтобы сохранять тайну своих передвижений, лисовчики не останавливались ни перед какими мерами: так, они убивали встречавшихся на их пути людей как возможных свидетелей. Точно так же вырезалось население городов и деревень, через которые следовали их отряды. Для переправ лисовчики выбирали только неизвестные места. Благодаря этому лисовчики были незаменимы для разведки, преследования и проведения глубоких диверсионных операций. Во время боя лисовчики сражались «лавой», то есть открытым боевым порядком, сохраняя промежутки между бойцами, достаточные, чтобы солдат свободно мог развернуть коня. Их тактика сводилась к поражению противника огнём и стрелами. Лисовчики также умели при необходимости сражаться в плотном строю.